# MTV Europe Music Award come icona globale
L'MTV Europe Music Award come icona globale (MTV Europe Music Award for Global Icon) è uno dei premi dell'MTV Europe Music Award, che viene assegnato dal 2010.

## Albo d'oro

### Anni 2010
| Anno | Vincitore       |
| ---- | --------------- |
| 2010 | Bon Jovi        |
| 2011 | Queen           |
| 2012 | Whitney Houston |
| 2013 | Eminem          |
| 2014 | Ozzy Osbourne   |
| 2015 | Duran Duran     |
| 2016 | Green Day       |
| 2017 | U2              |
| 2018 | Janet Jackson   |
| 2019 | Liam Gallagher  |